# Tenny Wyss
Tenny Wyss (10 april 1916 - ?) was een Zwitserse zwemster. Zij nam deel aan de Olympische Zomerspelen van 1936.

## Belangrijkste resultaten

### Olympische Zomerspelen
| Jaar | Plaats  | Discipline | Onderdeel            | Resultaat                         |
| ---- | ------- | ---------- | -------------------- | --------------------------------- |
| 1936 | Berlijn | zwemmen    | 200 m schoolslag (v) | zesde (eerste ronde; derde reeks) |